# Tomi Lahren
Tomi Rae Lahren (Rapid City, 11 de agosto de 1992) é uma jornalista, comentarista e ex-apresentadora de televisão norte-americana.. Ela é conhecida por ter apresentado o programa Tomi no TheBlaze. Tendo anteriormente apresentado o On Point with Tomi Lahren na One America News Network (OAN). Em agosto de 2017 Lahren foi contratada pela Fox News como comentarista regular de política e temas correlatos.
Lahren obteve ampla notoriedade em 2016, quando o The New York Times a descreveu como "estrela da mídia em ascensão" e a BBC News a chamou de "jovem republicana que é maior do que Trump no Facebook".
Lahren foi suspensa do canal TheBlaze em março de 2017, logo após expressar suas opiniões sobre aborto e direito das mulheres, especificamente por ter afirmado que as mulheres deveriam ter legal direito e proteção ao aborto caso desejarem. Em maio de 2017, ela começou a trabalhar em meio período em uma função de comunicação para a Great America Alliance, uma ramificação da Great America PAC, um grande comitê de ação política pro-Donald Trump.

## Início
Filha de Kevin Lahren e de sua mulher Trudy Dietrich, Lahren cresceu em Rapid City, Dakota do Sul, em uma família militar, e frequentou a Central High School sediada naquela cidade. Ela possui ascendência alemã e norueguesa. Lahren obteve sua graduação superior em 2014 na Universidade de Nevada, em Las Vegas, com o bacharelado em jornalismo na área de rádio e televisão e em ciência política. Ela também apresentou e produziu na época da Universidade um programa formato mesa redonda chamado The Scramble. Lahren trabalhou para a congressista republicana Kristi Noem, servindo como estagiária em seu escritório em Rapid City.

## Carreira
Na esperança de obter um estágio na área de comentários políticos, Lahren escreveu para o One America News Network (OAN), obtendo uma entrevista e, para a sua surpresa, foi oferecido a ela uma oportunidade para apresentar o seu próprio programa. Ela então se mudou para San Diego, California, e iniciou o seus trabalhos para a OAN com o programa On Point with Tomi Lahren cuja estreia ocorreu em agosto de 2014.
Em julho de 2015, um vídeo com seu comentário sobre o tiroteio em uma instação militar em Chattanooga, Tennessee, viralizou na internet. Antes disso, Lahren também despertou polêmica, em março de 2015, quando ela apareceu na Conservative Political Action Conference daquele ano. Lá ela se referiu aos republicanos como "velhos, ricos e brancos", ela comentou sobre a então presidenciável democrata a Casa Branca e sobre outros democratas, dizendo: "Hillary Clinton, Elizabeth Warren, Joe Biden. Velhos, Ricos, Brancos, e se as calças servirem...  homens também?" Em 19 agosto de 2015, Lahren anunciou que ela havia feito a última edição de seu programa na OAN. Após isso, ela se mudou para o Texas e iniciou o seu novo programa no canal TheBlaze, em novembro de 2015. O programa dela nessa emissora foi muito marcado pelo quadro apresentado antes dos créditos finais, num segmento de três minutos, chamado "final thoughts" em que ela fala de forma significativamente rápida as suas considerações finais sobre os assuntos abordados no programa. O quadro se tornou amplamente popular nas mídias sociais, mas muitas vezes chamado de "prolixo" e "retórico".
Em janeiro de 2016, Lahren apoiou o pré-candidato Marco Rubio nas primárias do Partido Republicano. Em 30 de novembro de 2016, Lahren apareceu no The Daily Show com Trevor Noah numa entrevista de 26 minutos. Muitos críticos compararam essa sua aparição naquele programa com a entrevista realizada por Jon Stewart em seu programa com o seu rival Bill O'Reilly.
Em 17 de março de 2017, Lahren foi convidada no programa do canal ABC The View, onde ela comentou que mulheres deveriam ter acesso a procedimentos médicos para realizar abortos e acusou os movimentos pró-vida de serem hipócritas. O canal TheBlaze, em que um dos proprietários é Glenn Beck conhecido por ser conservador e pró-vida, criticou publicamente os comentários de Lahren, que foi imediatamente suspensa do seu programa naquele canal, o que levou Lahren a peticionar um processo por injusta recisão contratual. O processo foi resolvido de forma consensual entre as partes em que Lahren manteve sua página no Facebook, mas removeu os vídeos que ela fez com TheBlaze.
Em maio de 2017, Lahren começou a trabalhar em uma função ligada a comunicações na Great America Alliance, uma divisão da Great America PAC (sigla em inglês para Comitê de Ação Política), uma associação pro-Donald Trump. Great America Alliance é presidida por Newt Gingrich e Rudy Giuliani. Lahren descreveu sua função lá como um “show paralelo" e disse que ela retornaria a televisão como comentarista. Em agosto de 2017, Lahren se juntou ao canal Fox News como comentarista regular.

## Posições políticas

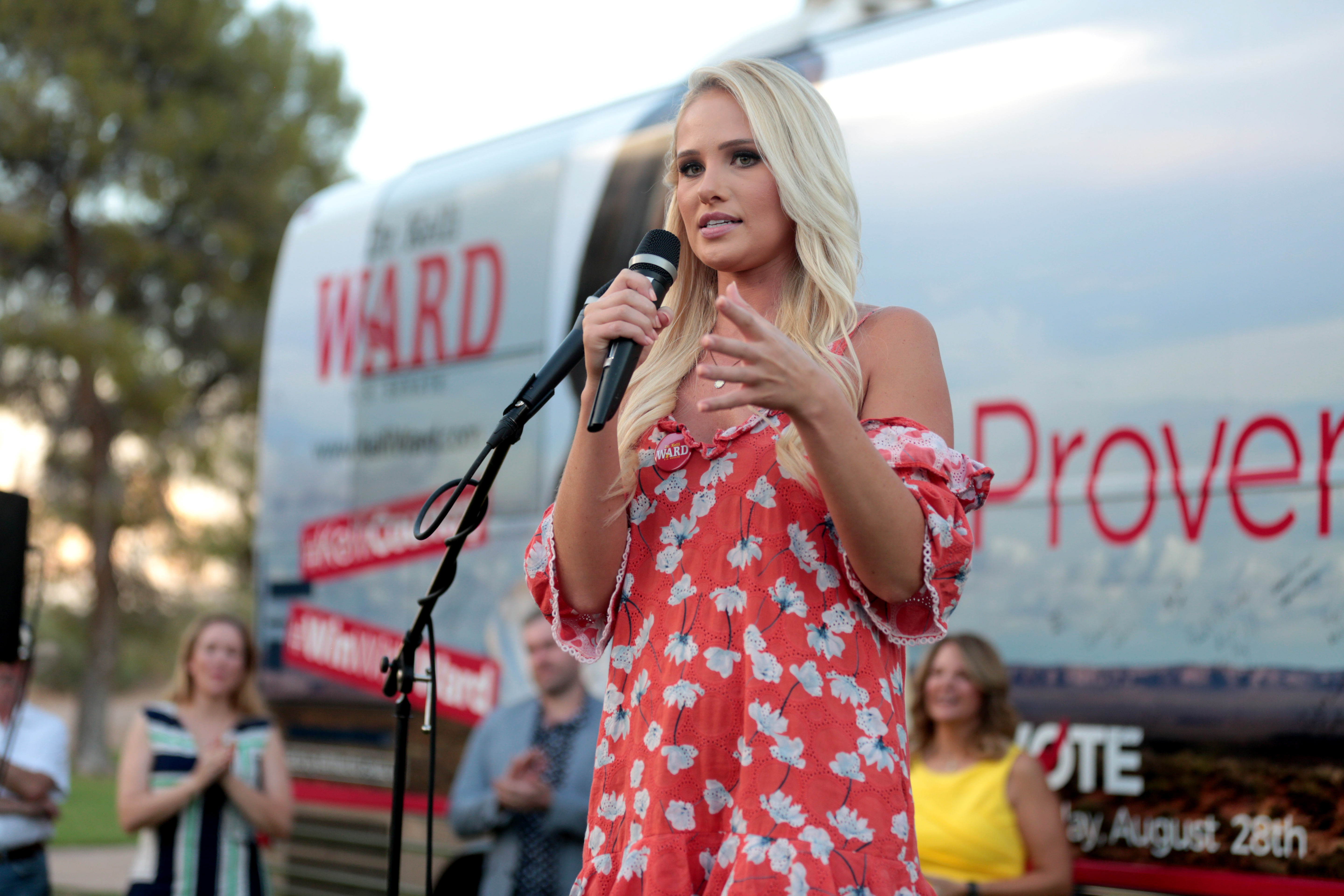
Tomi Lahren falando com apoiadores da ex-senadora estadual Kelli Ward em um comício de campanha no Pioneer Living History Museum em Phoenix, Arizona.

Lahren se descreve como uma "constitucional conservadora". Apesar da sua formação, ela se assume como comentarista e jornalista não atuante, e afirma que seus programas não visam apresentar notícias de forma neutra, mas tecer comentários sobre as notícias que, por sua vez, se tornam notícias.
Os seus comentários têm sido descritos pelos seus críticos como racistas, um rótulo que ela rechaça. Entre comentaristas, ela tem sido denominada como uma "White Power Barbie". Ela tem sido descrita como uma "anti-feminista que admira mulheres fortes", suas posições quanto a imigração são similares as defendidas por Donald Trump. Ela tem supostamente criticado afro-americanos por vários problemas sociais, como desemprego e disseminação das drogas. Embora ela não se considere uma feminista, ela acredita no empoderamento feminino, e defende a tese em benefício das mulheres, sejam elas da esquerda ou da direita política.
Em julho de 2016, Lahren escreveu um tweet comparando o movimento Black Lives Matter ao Ku Klux Klan. Dezenas de milhares de pessoas assinaram uma petição Change.org em resposta, exigindo a sua demissão do TheBlaze, mas a petição foi mal sucedida. Em agosto de 2016, ela publicou um vídeo criticando o quarterback da NFL quarterback Colin Kaepernick, que havia protestado contra o racismo se ajoelhando durante o Hino Nacional dos EUA reproduzido antes das partidas e se recusando a cantá-lo. Em novembro de 2016, Lahren publicou outro vídeo dessa vez sobre os protestos contra Donald Trump.
Em março de 2017, Lahren comentou que ela era pró-escolha em relação aborto, provocando crítica de vários escritores antiaborto ou pró-vida. Um dos proprietários do canal TheBlaze, Glenn Beck, esteve entre os críticos, em que observou que Lahren anteriormente havia se manifestado ser pró-vida, além de várias outras inconsistências sobre o seu discurso em torno de outras questões. Pouco tempo depois, Lahren esclareceu em entrevista na revista Playboy, que ela sempre foi a favor da defesa do direito ao aborto, apenas como uma mera questão legal, mas que pessoalmente ela se considera contrária ao aborto.